# Liste der Einträge im National Register of Historic Places im White County (Tennessee)
Diese Liste der Einträge im National Register of Historic Places im White County (Tennessee) enthält alle im White County, Tennessee in das National Register of Historic Places eingetragenen Gebäude, Bauwerke, Objekte, Stätten oder historischen Distrikte.
Diese Liste entspricht dem Bearbeitungsstand des National Park Service/National Register of Historic Places vom 4. Oktober 2024.

## Legende
| NRHP | Historic Place             |
| HD   | National Historic District |

## Aktuelle Einträge
| [ 2 ] | Name                                                       | Bild                                                       | Eintragsdatum                                      | Lage                                                                                | Ort              | Beschreibung |
| ----- | ---------------------------------------------------------- | ---------------------------------------------------------- | -------------------------------------------------- | ----------------------------------------------------------------------------------- | ---------------- | ------------ |
| 1     | Cherry Creek Mound                                         |                                                            | 15. Dez. 1978 ID-Nr. 78002648                      | Adresse nicht veröffentlicht                                                        | Key              |              |
| 2     | Community Building                                         | Community Building                                         | 20. Mai 2002 ID-Nr. 02000085                       | 5 W. Maple St. 35° 55′ 30″ N, 85° 27′ 53″ W                                         | Sparta           |              |
| 3     | Great Falls Hydroelectric Station                          | weitere Bilder                                             | 5. Juli 1990 ID-Nr. 90001004                       | an der U.S. Route 70 in Tennessee am Caney Fork 35° 48′ 7″ N, 85° 37′ 19″ W         | Rock Island      |              |
| 4     | Indian Cave Petroglyphs                                    |                                                            | 14. Dez. 1978 ID-Nr. 78002649                      | Adresse nicht veröffentlicht                                                        | Onward           |              |
| 5     | Nashville, Chattanooga and St. Louis Railway Section House | Nashville, Chattanooga and St. Louis Railway Section House | 6. Juli 2011 ID-Nr. 11000421                       | 9479 Crossville Hwy. 35° 57′ 3″ N, 85° 18′ 30″ W                                    | DeRossett        |              |
| 6     | Ravencroft Mine                                            |                                                            | 21. Juli 2015 ID-Nr. 15000449                      | Adresse nicht veröffentlicht                                                        | Sparta, Siedlung |              |
| 7     | Sparta Electric Building                                   | Sparta Electric Building                                   | 25. März 1993 ID-Nr. 93000238                      | S. Main Street 35° 55′ 26″ N, 85° 27′ 55″ W                                         | Sparta           |              |
| 8     | Sparta Hydroelectric Station                               |                                                            | 20. Apr. 1990 ID-Nr. 90000306                      | Tennessee State Route 111 am Calfkiller River 35° 54′ 45″ N, 85° 28′ 34″ W          | Sparta           |              |
| 9     | Sparta Nashville, Chattanooga and St. Louis Railroad Depot | Sparta Nashville, Chattanooga and St. Louis Railroad Depot | 7. Dez. 1992 ID-Nr. 92001658                       | an der Straßenkreuzung der Depot und Clark Sts. 35° 56′ 14″ N, 85° 28′ 18″ W        | Sparta           |              |
| 10    | Sparta Residential Historic District                       | Sparta Residential Historic District                       | 28. Okt. 1991 ID-Nr. 100003906 91001586, 100003906 | zwischen der N. Main, College, Everett und Church Sts. 35° 55′ 43″ N, 85° 27′ 49″ W | Sparta           |              |
| 11    | Sparta Rock House                                          | weitere Bilder                                             | 14. Aug. 1973 ID-Nr. 73001856                      | östlich von Sparta an der U.S. Route 70 in Tennessee 35° 55′ 13″ N, 85° 24′ 13″ W   | Sparta           |              |
| 12    | Sperry-Smith House                                         | Sperry-Smith House                                         | 15. Nov. 1996 ID-Nr. 96001357                      | 121 E. Maple St. 35° 55′ 28″ N, 85° 27′ 42″ W                                       | Sparta           |              |

## Ehemalige Einträge
| [ 2 ] | Name                | Bild                | Eintragsdatum                 | Lage                                          | Ort    | Beschreibung                                 |
| ----- | ------------------- | ------------------- | ----------------------------- | --------------------------------------------- | ------ | -------------------------------------------- |
| 1     | Jesse Lincoln House | Jesse Lincoln House | 13. Juni 1973 ID-Nr. 73002244 | Westlich von Sparta an der Tennessee Route 26 | Sparta |                                              |
| 2     | Oldham Theater      | Oldham Theater      | 4. Nov. 1993 ID-Nr. 93001188  | W. Liberty Square                             | Sparta | Status nach Umbau und Renovierung aberkannt. |